# Рид, Робин (борец)
Робин Лоуренс Рид (фин. Robin Lawrence Reed; 20 октября 1899, Петтигрю, Арканзас, США — 20 декабря 1978, Сейлем (Орегон), Орегон, США) — американский борец-вольник, чемпион Олимпийских игр. В некоторых источниках именуется величайшим американским борцом эры до Второй мировой войны и возможно величайшим американским борцом вообще.

## Биография
Родился в Арканзасе, но вскоре с родителями переехал в Портленд. Учился в высшей школе Франклина (Franklin High School). Борьбой занялся в известной степени случайно: для окончания школы ему нужно было иметь баллы по физкультуре. По словам самого борца, который в то время подрабатывал на верфи оператором пневмомолота, он не хотел заниматься никаким спортом, поскольку получал более чем достаточно нагрузок во время работы.
Во мне было всего 125 фунтов и я едва мог держать тот молот, так что этого спортзала для меня хваталоОригинальный текст (англ.)I was only 125 pounds and could barely hold onto that hammer, so that was all the gym I needed
Тем не менее, Роб Рид был вынужден посещать занятия и во время этих занятий быстро выявились его способности к борьбе. К 1921 году, когда он уже учился в сельскохозяйственном колледже Орегона (ныне Орегонский университет) он побеждал на всех соревнованиях среди студентов. К 1924 году Робин Рид был уже трёхкратным национальным чемпионом по вольной борьбе. Он заявился для отборочных соревнований на олимпиаду в четырёх категориях (до 145.5, 158.5, 174 и 192 фунтов) и во всех победил, после чего был отобран в олимпийскую команду.
В Нью-Йорк, на сбор команды Робин Рид добирался автостопом через всю страну. Остановившись в Айове, он пришёл в зал, где тренировалась местная команда и попросил возможности участия в тренировке. Тренер ему не позволил, тогда Робин Рид заявил, что победит каждого из тренирующихся в зале борцов, и положил на лопатки одного за другим. В Париж команда отправилась на корабле, где проводились тренировки и в ходе них Роб Рид победил 12 из 13 борцов команды, а с тяжеловесом Гарри Стилом закончил схватку вничью. После олимпийских игр он вновь встретился с Гарри Стилом и не только победил его, а победил пять раз за пятнадцать минут.
На Летних Олимпийских играх 1924 года в Париже боролся в весовой категории до 61 килограммов (полулёгкий вес). Турнир в вольной борьбе проводился по системе с выбыванием из борьбы за чемпионский титул после поражения, с дальнейшими схватками за второе и третье места. Схватка продолжалась 20 минут и если победитель не выявлялся в это время, назначался дополнительный 6-минутный раунд борьбы в партере. В категории боролись 12 спортсменов.
| Круг          | Соперник       | Страна                    | Результат | Основание | Время схватки |
| ------------- | -------------- | ------------------------- | --------- | --------- | ------------- |
| 1             | Антон Коолман  | Эстония                   | Победа    | Туше      | -             |
| Четвертьфинал | Кацутоси Найто | Япония                    | Победа    | По очкам  | -             |
| Полуфинал     | Клифф Чикотт   | Канада                    | Победа    | По очкам  | -             |
| Финал         | Чет Ньютон     | Соединённые Штаты Америки | Победа    | По очкам  | -             |

По возвращении с Олимпиады он начал тренировать борцовскую команду Орегона «Beavers» и в 1926 году вывел её на участие в национальном чемпионате. В том же году был обвинён в мошенничестве на турнире, и в ответ вся команда снялась с соревнований, а Робин Рид перешёл в профессиональный спорт. Продолжал выступать до 1936 года, после чего оставил спорт.
Переехав в Линкольн, с 1936 по 1971 год работал в сфере недвижимости, был риэлтором, вёл застройку земельных участков. В 1971 году отошёл от дел, в 1978 году умер.
В 1978 году борец был введён в Национальный зал славы борьбы, в 1980 году в Зал славы спорта Орегона, в 1988 году в Зал славы Орегонского университета.
Утверждается, что за свою карьеру Робин Рид не проиграл ни одной схватки, вне зависимости от веса соперника. Такой же успех имел только один борец в мире, Осаму Ватанабэ, чемпион олимпийских игр 1964 года.
По словам одного из тренеров Робина Рида:
У него был талант знать как обращаться с человеческим телом во время борьбы…Он был чрезвычайно гибким и быстрым. Он обладал отличным балансом, он был страстным соперником и его изобретательность была такой замечательной, что он мог найти путь победить вас
Оригинальный текст (англ.)He had a genius for knowing how to handle the human body in wrestling…He was tremendously flexible and quick. He had great balance, was a keen competitor, and his ingenuity was so remarkable that he would figure out a way to beat you
По словам известного борца Майка Чэпмена:
В общем считают, что он является наиболее ужасающим и травмирующим борцом всех времён…человек, который по настроению мог сломать сопернику руку 
Оригинальный текст (англ.)He is generally regarded as the most feared and punishing wrestler of all time…a man who would break an opponent’s arm if the mood struck him to do so
Эту же точку зрения разделяет и Ёрл Конрад, борец времён Рида:
Робин Рид был вправду нечистоплотен. Не было никаких сомнений что он сломает вам локоть, так быстро, как положит вас на спину… Он был на самом деле что-то с чем-то, свирепый, просто свирепый борец, который наслаждается избиением и придавливанием своих врагов   
Оригинальный текст (англ.)Robin Reed had a real mean streak. There was never any doubt that he would just as soon break your elbow as put you on your back…He was really something, just a fierce, fierce wrestler who enjoyed beating up and pinning his foes